# Liv Hewson
Olivia Hewson (n. el 29 de noviembre de 1995) es una celebridad australiana profesional en la actuación y la composición de textos literarios. Su primer papel escénico lo obtuvo con su participación en Alfonso Frisk, un cortometraje de 2013. El trabajo escrito de Hewson incluye "muchas re-imaginaciones de cuentos de hadas y mitología con una perspectiva extraña y oscura". Hewson se identifica con el género no binario.

## Biografía
Hewson nació en Canberra y se crio en el suburbio de Hughes, Territorio de la Capital Australiana. Asistió a la Escuela Secundaria Alfred Deakin High School y a Canberra College. Comenzó a actuar como parte del Canberra Youth Theatre. Su madre, Ángela, es una servidora pública y su padre, Tony, es un psicólogo. Hewson tiene tres hermanos.

## Carrera
A los 19 años, Hewson se fue a Los Ángeles para asistir a un taller de actuación. En 2016, protagonizó el programa de televisión de fantasía Dramaworld y la película Before I Fall. Participó junto a Drew Barrymore y Timothy Olyphant en la serie original de Netflix Santa Clarita Diet, que debutó a principios de 2017. Además, tiene un papel en la segunda temporada de Top of the Lake. Desde el 2021 interpreta al personaje de Van en Yellowjackets, una serie de Showtime.

## Vida personal
Hewson salió del armario como una persona no binaria a los 16 años, es homosexual y usa el pronombre they singular. En 2020, recibió el Premio a la Visibilidad de la Campaña de Derechos Humanos por su defensa del colectivo LGBT+.

## Filmografía
| Año             | Título                              | Rol                  | Notas                         |
| --------------- | ----------------------------------- | -------------------- | ----------------------------- |
| 2013            | Alfonso Frisk                       | Fenny Frisk (mayor)  | Cortometraje                  |
| 2014            | I've Got No Legs                    | Liv                  | Serie de televisión           |
| 2014–2015       | Do You Mind?                        | Gurt, Matilda, Lana  | Serie de televisión           |
| 2016            | Dramaworld                          | Claire Duncan        | Serie de televisión           |
| 2016–2018       | Lets See How Fast This Baby Will Go | Gloria               | Cortometraje                  |
| 2017            | Inhumans                            | Audrey               | 3 episodios, papel recurrente |
| 2017            | Before I Fall                       | Anna Cartullo        | Película                      |
| 2017–2019       | Santa Clarita Diet                  | Abby Hammond         | Serie de televisión           |
| 2017–2019       | Top of the Lake                     |                      | Serie de televisión           |
| 2019            | Fair and Balanced                   | Lily                 | Película                      |
| 2019            | Noches Blancas                      | Dorrie               | Película                      |
| 2021 - presente | Yellowjackets                       | Vanessa "Van" Palmer | Serie de tv                   |
| 2023            | Party Down                          | Escapade             | 1 episodio                    |
| 2023            | Scarygirl                           | Bug Eye              | Película                      |
| 2023            | No Words                            | Ariana               | Cortometraje                  |